# Joop Bonnemaijers
Joop Bonnemaijers (Haarlem, 24 november 1929 - Middenbeemster, 3 maart 2019) was een ex-rechercheur van de Amsterdamse politie en schrijver.
Na een diensttijd in Suriname trad hij in 1952 in dienst van de Amsterdamse politie. In Suriname was hij gelegerd in Paramaribo, zong en speelde er gitaar in twee bandjes en werkte er ook als radio-omroeper van het strijdkrachtenprogramma en de Surinaamse omroep genaamd A.V.R.O.S..
In 1964 werd hij tewerkgesteld bij de recherche aan de Amsterdamse Warmoesstraat en daarna bij de zedenpolitie en de groep ernstige delicten. Over zijn werk schreef hij het autobiografische boek Signalement van een Rechercheur en de politieroman Hoertje. Tevens schreef hij een autobiografie getiteld 30.000 Dagen, waarin de grote depressie, de Tweede Wereldoorlog, hongerwinter, bevrijding en zijn terugkeer in de maatschappij na zijn diensttijd in Suriname aan bod kwamen.